# Molophilus pleuralis
Molophilus pleuralis là một loài ruồi trong họ Limoniidae. Chúng phân bố ở miền Cổ bắc.